# Liga rumana de hockey sobre hielo
La Liga rumana de hockey sobre hielo (en rumano: Liga Națională de hochei) es la competición de más alto nivel de la liga rumana de hockey sobre hielo. El campeonato fue fundado en 1925 y la organiza la Federația Română de Hochei pe Gheață (FRHG), el máximo organismo del hockey hielo rumano. El Steaua Bucarest es el equipo más laureado del país con 40 ligas.

## Palmarés
La siguiente lista muestra todos los campeones de la liga rumana:
| - 1925 Braşovia Braşov - 1926 No disputado - 1927 Hochei Club Bucureşti - 1928 Hochei Club Bucureşti - 1929 Hochei Club Bucureşti - 1930 Tenis Club Bucureşti - 1931 Tenis Club Bucureşti - 1932 Tenis Club Bucureşti - 1933 Tenis Club Bucureşti - 1934 Tenis Club Bucureşti - 1935 Telefon Club Bucureşti - 1936 Bragadiru Bucureşti - 1937 Telefon Club Bucureşti - 1938 Dragoş Vodă Cernăuţi - 1939 No disputado - 1940 Rapid Bucureşti - 1941 Juventus Bucureşti - 1942 Juventus Bucureşti - 1943 No disputado - 1944 Venus Bucureşti - 1945 Juventus Bucureşti - 1946 Juventus Bucureşti | - 1947 Juventus Bucureşti - 1948 No disputado - 1949 Avântul IPEIL Miercurea Ciuc - 1950 RATA Târgu Mureş - 1951 RATA Târgu Mureş - 1952 Avântul Miercurea Ciuc - 1953 Steaua Bucureşti - 1954 Ştiinţa Cluj - 1955 Steaua Bucureşti - 1956 Steaua Bucureşti - 1957 Recolta Miercurea Ciuc - 1958 Steaua Bucureşti - 1959 Steaua Bucureşti - 1960 Voinţa Miercurea Ciuc - 1961 Steaua Bucureşti - 1962 Steaua Bucureşti - 1963 Voinţa Miercurea Ciuc - 1964 Steaua Bucureşti - 1965 Steaua Bucureşti - 1966 Steaua Bucureşti - 1967 Steaua Bucureşti - 1968 Dinamo Bucureşti - 1969 Steaua Bucureşti | - 1970 Steaua Bucureşti - 1971 Dinamo Bucureşti - 1972 Dinamo Bucureşti - 1973 Dinamo Bucureşti - 1974 Steaua Bucureşti - 1975 Steaua Bucureşti - 1976 Dinamo Bucureşti - 1977 Steaua Bucureşti - 1978 Steaua Bucureşti - 1979 Dinamo Bucureşti - 1980 Steaua Bucureşti - 1981 Dinamo Bucureşti - 1982 Steaua Bucureşti - 1983 Steaua Bucureşti - 1984 Steaua Bucureşti - 1985 Steaua Bucureşti - 1986 Steaua Bucureşti - 1987 Steaua Bucureşti - 1988 Steaua Bucureşti - 1989 Steaua Bucureşti - 1990 Steaua Bucureşti - 1991 Steaua Bucureşti - 1992 Steaua Bucureşti | - 1993 Steaua Bucureşti - 1994 Steaua Bucureşti - 1995 Steaua Bucureşti - 1996 Steaua Bucureşti - 1997 SC Miercurea Ciuc - 1998 Steaua Bucureşti - 1999 Steaua Bucureşti - 2000 SC Miercurea Ciuc - 2001 Steaua Bucureşti - 2002 Steaua Bucureşti - 2003 Steaua Bucureşti - 2004 SC Miercurea Ciuc - 2005 Steaua Bucureşti - 2006 Steaua Bucureşti - 2007 SC Miercurea Ciuc - 2008 SC Miercurea Ciuc - 2009 SC Miercurea Ciuc - 2010 SC Miercurea Ciuc - 2011 SC Miercurea Ciuc - 2012 SC Miercurea Ciuc - 2013 SC Miercurea Ciuc |

## Títulos por club
| Títulos | Equipo                      | Año(s) |
| ------- | --------------------------- | --- |
| 40      | Steaua Rangers              | 1953, 1955, 1956, 1958, 1959, 1961, 1962, 1964, 1965, 1966, 1967, 1969, 1970, 1974, 1975, 1977, 1978, 1980, 1982, 1983, 1984, 1985, 1986, 1987, 1988, 1989, 1990, 1991, 1992, 1993, 1994, 1995, 1996, 1998, 1999, 2001, 2002, 2003, 2005, 2006 |
| 15      | SC Miercurea Ciuc           | 1949, 1952, 1957, 1960, 1963, 1997, 2000, 2004, 2007, 2008, 2009, 2010, 2011, 2012, 2013 |
| 7       | Dinamo București            | 1968, 1971, 1972, 1973, 1976, 1979, 1981 |
| 5       | Tenis Club București        | 1930, 1931, 1932, 1933, 1934 |
| 5       | HC Juventus București       | 1941, 1942, 1945, 1946, 1947 |
| 3       | HC București                | 1927, 1928, 1929 |
| 2       | Telefon Club București      | 1935, 1937 |
| 2       | Locomotiva RATA Târgu Mureș | 1950, 1951 |
| 1       | Brașovia Brașov             | 1925 |
| 1       | Dragoș Vodă Cernăuți        | 1938 |
| 1       | HC Bragadiru București      | 1936 |
| 1       | Rapid București             | 1940 |
| 1       | Venus București             | 1944 |
| 1       | Știința Cluj                | 1954 |